# Bundesstrasse 218
Bundesstrasse 218 är en förbundsväg i Niedersachsen, Tyskland. Vägen går ifrån Fürstenau till Bohmte via Bramsche. Vägen är 51 kilometer lång.